# Stenolis circumscripta
Stenolis circumscripta är en skalbaggsart som först beskrevs av Bates 1881. Stenolis circumscripta ingår i släktet Stenolis och familjen långhorningar.
Artens utbredningsområde är:
- Costa Rica.
- Nicaragua.
- Panama.

Inga underarter finns listade i Catalogue of Life.